# DLG (Dark Latin Groove)
DLG (acrónimo de Dark Latin Groove, como también es conocido) es un grupo musical de salsa y reggae estadounidense, formado por músicos provenientes de Nueva York y de ascendencia puertorriqueña. El grupo nació en el año 1995 de la mano del productor Sergio George, y fue integrado originalmente por Huey Dunbar, James "Da' Barba" De Jesús y Wilfredo "Fragancia" Crispin. En 1997 DLG obtuvo una gran repercusión en toda Latinoamérica con su versión de la clásica balada de Francis Cabrel "La quiero a morir".

## Historia
En 1996 lanzaron su primer álbum titulado, como el nombre del grupo, Dark Latin Groove, donde se incluyeron éxitos como "No morirá", "Todo mi corazón" y "Me va a extrañar", este último con la colaboración de Wilfredo "Fragancia" Crispín a cargo del compositor Anthony Lopez "Tony CJ", que luego se convertirían en integrantes del grupo. Este disco recibió el Premio Billboard Internacional de Música Latina al Álbum del Año Tropical-Salsa como Nuevo Artista del Año, y tuvo nominaciones a los Grammy´s y a los Premios Lo Nuestro.
Su segundo álbum llamado Swing On salió en el año 1997 y vendió el doble de copias que el primero. El sencillo "La quiero a morir" obtuvo el primer puesto en la lista Tropical de Billboard por varias semanas consecutivas. El sencillo "Juliana" (con la colaboración de Cuco Valoy) también tuvo un gran éxito.
En 1999 sale al mercado el tercer disco, titulado Gotcha!, que contó con el éxito "Volveré", entre otros.
En el año 2000 se produce la separación de la agrupación, lanzando Grandes éxitos como despedida.
En 2007, DLG vuelve a la escena, pero esta vez sin su vocalista principal Huey Dunbar. El lanzamiento del cuarto disco, llamado Renacer cuenta con la voz de Yahaira "Miss Yaya" Vargas y el fundador James "Da´ Barba" De Jesús, contando además con la participación del exmiembro Wilfredo "Fragancia" Crispín, Néstor "Ness" Rivero (exintegrante de Adolescent´s Orquesta) y DJ Nápoles. Este disco contiene una fusión de los antiguos éxitos del grupo, grabados en vivo en la voz de Miss Yaya y temas nuevos como "Quiero decirte que te amo" y "Toro mata".
En el 2016 hubo un resurgimiento con los cantantes originales, el cubano Lester Hojas y el peruano Query George, pero luego se separaron por razones personales.

## DLG New Generation (El renacer)
Actualmente la banda se encuentra trabajando en su próximo álbum titulado "Historias sin contar" y su sencillo Un pedacito de mi en esta nueva etapa DLG New Generation(DLG Nueva Generación) Archivado el 13 de junio de 2018 en Wayback Machine. con sus nuevos integrantes, los cubanos Angel Manuel y Dorian Planas.

## Discografía

### Dark Latin Groove(1996)
1. No Morirá  (No Matter What) - 4:31
2. Me Va a Extrañar (Unchain My Heart) - 4:41
3. Dark Latin Groove - 4:42
4. Si Tú No Estás - 4:44
5. Muévete - 4:36
6. Todo Mi Corazón - 4:59
7. Triste y Solo (Broken Hearted) - 4:58
8. Suéltame - 4:20

- Sony U.S. Latin (16 de abril de 1996)

### Swing On (1997)
1. La quiero a morir - 5:00
2. La Soledad - 5:04
3. Es Una Promesa - 5:03
4. Lágrimas - 5:01
5. Ya - 4:55
6. Magdalena, Mi Amor (Quimbara) - 4:17
7. Juliana - 4:57
8. Todo - 4:40

- Sony U.S. Latin (5 de agosto de 1997)

### Gotcha! (1999)
1. Volveré - 4:51
2. Eres Mi Vida - 4:52
3. Got a Hook On You (DLG Blues) - 5:00
4. Acuyuyé - 4:52
5. Ángeles - 4:50
6. A Veces Me Pregunto - 4:50
7. De Oro - 4:32
8. Prisionero - 4:51
9. Gotcha! - 5:11
10. Volveré (Bachata) - 4:36
11. La Quiero a Morir (Bonus Track) - 5:01

- Sony U.S. Latin (20 de abril de 1999)

### Greatest Hits (2000)
1. La Quiero a Morir
2. Volveré
3. Muévete
4. Me Va a Extrañar (Unchain My Heart)
5. No Morirá (No Matter What) (Rémix)
6. Magdalena, Mi Amor
7. Todo Mi Corazón
8. A Veces Me Pregunto
9. No Morirá (No Matter What)
10. Qué Locura Enamorarme de Ti (Huey Dunbar & Eddie Santiago)

### Renacer (2007)
1. Quiero Decirte Que Te Amo
2. Conmigo Quédate
3. Pero Me Acuerdo de Ti
4. No Soy Esa Mujer
5. El Sueño Se Acabó (Tal Vez)
6. Toro Mata
7. No Morirá (No Matter What)
8. Muévete
9. Volveré
10. La Quiero a Morir
11. Juliana

- Datos: Q783572